# Ipomoea campestris
Ipomoea campestris är en vindeväxtart som beskrevs av Carl Daniel Friedrich Meisner. Ipomoea campestris ingår i släktet praktvindor, och familjen vindeväxter. Inga underarter finns listade i Catalogue of Life.